# Abydos (Stargate)
Abydos es un planeta ficticio dentro del universo Stargate.
Es el planeta que visitan en la película Stargate, Puerta a las Estrellas y luego será revisitado en varias ocasiones en la serie Stargate SG-1 hasta que finalmente el Goa'uld Anubis destruye el planeta asesinando a toda su población, durante la sexta temporada de la serie. 
En la película se dice que Abydos está al otro lado del universo conocido, pero luego en la serie se afirma que se encuentra en nuestra galaxia, de hecho es el planeta más cercano a la Tierra, dentro de la red de Stargates. Estos datos podrían ser incoherentes entre sí.
En el libro Stargate escrito por los cocreadores de la película Dean Devlin y Roland Emmerich, el nombre del planeta no es mencionado, pero la ciudad de sus habitantes es llamada Nagada.
El Goa'uld Ra que aparece en la película es originario de Abydos, donde llevó a un grupo de humanos raptados desde el Antiguo Egipto para que trabajasen en las minas del planeta, por lo que los habitantes de Abydos son descendientes de estos primitivos habitantes de la Tierra. Se cree que los abydonios han ascendido con la ayuda de Oma Desala después de la destrucción de su planeta.